# Mysterium (Monaldi & Sorti)

## Kaj pravzaprav pomeni tujkamysterium
mystērium v latinščini
Mysterium (latinsko mystērium, -i, n.) je latinska beseda, ki pomeni skrivnost, pa tudi tajnost, tajna; navadno se uporablja v množini in pomeni misteriji, tajni nauki, tajno bogoslužje. 
mystḗrion v stari grščini
Beseda mysterium (ali misterium, misterij) izhaja pravzaprav iz grščine (grško μυστήριον, n.) kot izpeljanka od μύω. Beseda μυστήριον (mystḗrion) torej izhaja iz izpeljanke μύω (mýō) v pomenu: zapreti usta; držati skrivnost ali tajnost skozi molk, ki ga zahteva uvajanje v verske obrede. 
svetopisemski pomen
1. skrita stvar, skrivnost, tajnost
  1. na splošno skrivnosti, verske skrivnosti, zaupane samo posvečenim in ne navadnim smrtnikom
  2. skrita ali skrivna stvar, ki razumevanju ni očitna
  3. skriti namen ali nasvet
2. tajna volja
  1. človeka;
  2. Boga; skrivni nasveti, ki vodijo Boga v odnosih s pravičnimi, ki so skriti pred brezbožnimi in hudobnimi ljudmi, zato veljajo le bogoljubnim
3. v rabinskih spisih označuje mistični ali skriti čut
  1. starozavezni govor
  2. slike ali oblike, ki se kažejo v videnjih
  3. razodetja v sanjah [4]

Mysterium je tukaj, v našem članku, naslov zgodovinskega romana;
predstavlja četrti del niza sedmerih knjig, ki jih skupno pišeta zakonca Rita Monaldi in Francesco Sorti. Tukaj – kot tudi v drugih šestih knjigah - gre za politično-poučno-domišljijski roman v obliki zgodovinske pripovedi; v ozadju je fikcija, domišljija. Za razliko od prejšnjih pa ta spis ne obsega le določenega dneva ali leta, mapak hoče najti skrivnosten ključ za daljše obdobje, takorekoč za odkrivanje in prevrednotenje celotne človeške zgodovino. Glavni lik je zopet – tukaj še rosno mladi dvajsetletni krasotec – vedno iznajdljiv in prepreden - Melani.

## Okoliščine ob izidu prve knjige
“Imprimatur” je prva knjiga iz vrste sedmerih knjig zakoncev Monaldi & Sorti. Knjiga je izšla v Italiji 2002, in je bila preveden takoj v veliko jezikov v skupni večmilijonski nakladi. Imprimatur je bil preveden 2009 tudi v slovenščino.
Zakonca Monaldi & Sorti sta več ko deset let preučevala arhivske vire, da bi napisala Imprimatur, ki je bil preveden po kratkem času v 26 jezikov; med temi ni bila samo angleščina, francoščina ali izvirna italijanščina, ampak tudi nizozemščina, korejščina, hrvaščina, srbščina – in mnogi drugi bolj ali manj znani jeziki – pa končno tudi slovenšččina; a v skupni nakladi prek dva milijona izvodov, ki so jih prodajali po 60 deželah. Večino izdaj so kupci kar razgrabili in so bile kmalu razprodane. Morda sta zategadelj pisatelja pomislila, da so knjige kar zginjale s polic. 
Podoben uspeh je doživela tudi naslednja knjiga iz tega niza - Secretum; kakor pravzaprav vse njune naslednice. 
Imprimatur je bil preveden tudi v slovenščino in je izšel pri založbi Učila International v Tržiču; prevedel ga je Miro Bajt (ki je prevedel tudi »Secretum« in »Veritas«).
Imprimaturju je sledil Secretum 2010. V slovenski izdaji piše, češ da je to »Drugi del trilogije o vatikanskih intrigah«. To pravzavprav ni trilogija ali troknižje – čeprav sta si avtorja zadevo najprej tako zamišljala. Po neverjetnem uspehu prvih treh knjig sta se odločila še za četro – pozneje pa je število niza poskočilo na sedem, ki je tako ali tako simbolično število in torej v duhu romanopisanja. V Secretumu namreč ne gre le za »vatikanske intrige«, ampak sploh za takratne zgodovinske, politične, pa tudi pisateljske spletke (tako svetnih kot duhovnih vladarjev) – a notri je poleg spletk še marsikaj koristnega in tehtnega - zlasti veliko zgodovinskega - tudi še nepoznanega - gradiva. Tretja knjiga je torej Veritas, in je izšla leta 2011; z malo zamudo  ji je sledil tajanstveni Mysterium. Velja omeniti, da pravzaprav beseda mysterium ima skoraj isti pomen kot secretum.
Napeta zgodba o Melanijevih spletkah je od 2002 presegla glede neposredne prodaje celo takratno vodilno uspešnico Da Vincijevo šifro.
Že v svoji prvi izdaji je Imprimatur zasedel četrto mesto med najbolj prodajanimi knjigami glede na raziskavo javnega mnenja italijanskega dnevnika Corriere Della Sera. 
Kmalu pa se je zataknilo – knjige so zginjale s polic, ponatis se je zavlekel. Zakonca sumita, da so tega krive listine, ki sta jih našla v Vatikanskem arhivu in v Državnem arhivu v Rimu, ki naj bi ogrožale  ugled sicer zelo priljubljenega papeža Inocenca XI., katerega je papež Janez Pavel II. menda ravno v tistem času - v jubilejnem letu 2000 - nameraval »posvetiti (prišteti k svetnikom), saj je prav Inocenc spodbudil evropske vladarje na eno od redkih uspešnih križarskih vojn zoper osmanska osvajanja. Vatikan naj bi torej v objavi knjige videl omadeževanje papeževega ugleda, nagajanje in sabotažo, čeprav je bila ta knjiga napisana že veliko prej«, meni Francesco Sorti na predstavitvi hrvaškega prevoda knjige »Secretum« 2008. Vatikanski urad je odločno zanikal, da bi bila omenjena kanonizacija ali posvetitev kakorkoli povezana ali odvisna od kakega romana ali odkritih listin v zvezi z njim. 
Ne gre zanemarjati dejstva, da je takrat vladala v Italiji Berlusconijeva Forza Italia nekako v narodnjaškem duhu s populističnimi gesli kot: »Naprej in najprej Italija, o njej samo dobro in le tisto, kar vzbuja ponos...« V to evforično ozračje spada najbrž tudi takrat nastali film Srce. 
Knjiga "Imprimatur" pa je bila pisana v dokaj kritičnem duhu - na temelju zgodovinskih listin. Roman postavlja v dvom celo nekatera od resnih zgodovinarjev sprejeta stališča. Ne samo to: več zadev, ki jih imajo zgodovinarji le za dvome, sume ali domneve, prinaša knjiga kot gotovo dejstvo. Iz teh in drugih razlogov je ta prvi roman v Italiji slabo naletel. 
Najhujše napade pa sta pisatelja doživljala od italijanske levice - česar ne moreta še danes razumeti. Morebiti so ju napadali zato, ker sta se pečala s “cerkvenimi zadevami”. Vsekakor drži, da sta s svojim pisanjem vzbudila veliko zanimanje za zgodovino zlasti baročnega obdobja, ki ga opisujeta kar do najmanjših podrobnosti. Večina izobraženih bralcev prav to najbolj ceni.
Iz takega po njunem mnenju sovražnega ozračja sta se zakonca umaknila s prvo izdajo druge knjige na Nizozemsko, kjer pa je kritika papežev med protestanti in tudi tamkajšnjimi katoličani bila morda celo dobrodošla; da pa so se razmere tudi v Italiji spremenile, dokazuje ponatis prve, pa tudi natis tretje knjige v nizu – Veritasa, tudi v Italiji.

## Vsebina

### Sedmeroknižje
Kot Mysterium, Veritas ali Secretum , je že prvi roman v nizu, Imprimatur, v osnovi zgodovinski roman, ki bi ga zaradi napetega dogajanja lahko uvrstili med kriminalke alla Christie, Dumas ali Eco – ali pa tudi med vojni roman - pa seveda med domišljijskega. Imprimatur poteka leta 1683, ko se je odvijala zmagovita bitka za Dunaj. Secretum poteka 17 let pozneje - v jubilejnem letu 1700, ko je v zraku že čutiti grozeče ozračje, ki bo prineslo špansko nasledstveno vojno, Veritas pa se dogaja 1711 na pisateljema tako ljubem – na baročnem Dunaju. Pri Imprimaturju sicer tvori ozadje dogajanje na Dunaju, sama zgodba pa se udejanja v Rimu. Takrat so muslimanski Turki že oblegali Dunaj – od česar je bila odvisna prihodnost katoliškega in celotnega krščanstva - pa tudi vse zahodne omike; – vendar je bilo težišče - središče dogajanja nekje drugje. 
Prav tako se dogaja Mysterium čisto na drugem mestu, kot pa so nameravali njegovi udeleženci: naj bi namreč potekal v Parizu 1646, ko je bil Atto Melani šele 20-leten lepotec; skupaj s tovarišijo z ladjo plujejo proti Franciji, kjer bi nastopali v prečudoviti in skrivnostni operi; vendar splet okoliščin nanese, da jih napadejo muslimanski morski  razbojniki Saraceni - in tako pristanejo na samoten otoku. Naši junaki tam odkrivajo, ovrednotijo in prevrednotijo svetovno, zlasti pa evropsko zgodovino, kar se za zgodovinsko-domišljijsko povest alla Monaldi & Sorti, kjer so nujne tudi spletke in zarote, seveda spodobi. 
Glede svojih romanov pravi Rita Monaldi: »Na trgu je veliko pustolovskih romanov, poučno-zgodovinskih pa ne. Zgodovina pa si zasluži, da si jo zapomnimo zlasti zato, ker nas uči, da ne bi ponavljali napak iz preteklosti, ali da bi jih znali preprečiti; pomaga nam namreč razumeti, kaj je napačno in kam nas to lahko vodi. Najini romani so zgodovinski le v svoji preobleki; v resnici pa so vzgojni."
Celotno zgodbo sestavlja namreč kar sedem romanov, katerih naslovi tvorijo latinski stavek »Imprimatur Secretum Veritas Mysterium Dissimulatio Unicum Opus«; v prevodu bi to pomenilo: »Natisni Skrivnost Resnica Tajna Hinavščina Edinstvenost Delo«. To podaja vodilno misel teh romanov: »Natisne se lahko vsaka skrivnost, resnica je kljub temu tajna in nedosegljiva. Edina stvarnost ostaja hinavščina". 
Najbolj spodbuden vidik njunega ustvarjanja je vzorno sodelovanje, ki se kaže v vseh predstavitvah njunih knjig; pa tudi pri odkrivanju izvirnih listin, zasebnih pisem, poročil in dopisovanj, ki jih hranijo evropski arhivi. Tako človek ne more ločiti, kar je našel ali napisal eden od zakoncev, ker vse delata skupno - kar je dandanes redkost. 

#### DogajanjeMysteriuma
V jeseni 1646 pluje z ladjo mladi Atto Melani, pevec v službi Medičejcev, s svojo pisano družbo za Pariz, da bi nastopil v skrivnostni operi pred mladim Kraljem Soncem. Nenadoma jih napadejo morski razbojniki Saraceni - in družba se znajde na skritem otočku Gorgoni v Toskanskem morju. Atto bo skušal s svojo družbo razvozlati usodno skrivnost, ki postavlja pod vprašaj celotno človeško zgodovino - nekakšno Da Vincijevo geslo. Zato ne čudi, da se loti preobsežnega gradiva: od Starega Egipta prek Grčije in Rimskega cesarstva, do Aristotela in Jezusa, kakor tudi do veljavnosti našega štetja časa. 
Roman postavlja nekatera vprašanja in daje sporne ugotovitve, s katerimi se ne bi strinjali vsi sodobni zgovovinarji. Večkrat znane domneve, sume ali podmene roman predstavlja kot nesporna dejstva. Ne smemo pa pozabiti, da je kljub obilnemu zgodovinskemu in vsakovrstnemu znanstvenemu gradivu in množici virov to v osnovi vendarle domišljijski roman, ki skuša povezati tisto znanje, ki sta ga nakopičila zakonca Monaldi & Sorti skozi študij in zasebno raziskovanje, ter ga želita posredovati današnjemu bralcu na kar se da poljuden, celo zabaven način.

## Osebe

### Atto Melani
Glavni junak je v tem – tako kot v prejšnjih in naslednjih – zopet Melani, ki sta ga zakonca Rita Monaldo in Francesco Sorti bralcem takole predstavila: 
| Hrvaški prevod italijanskega izvirnega besedila | Slovenski prevod |
| --- | --- |
| Riječ je o političkom trileru utemeljenom na istraživanju povijesnih činjenica razdoblja baroka, a radnja je smještena u 1700. godinu u vrijeme Rata za španjolsko naslijeđe i smrti pape Inocenta XI. U tim okolnostima igru vodi najzanimljiviji špijun baroka, opat Atto Melani. „Melanija je zapravo pronašao Francesco. Osamdesetih godina je pisao diplomski rad o ulozi obitelji Melani u povijesti glazbe i poželio napisati suvremeni roman te tematike s baroknim prizvucima. Tad se nismo ni znali, no otkrili smo zajedničku strast prema baroku“, ističe autorica. Atto Melani je operni pjevač kastrat, špijun, diplomat i pisac, „on je spoj dviju duša, duše muškarca i duše žene, kao kastrat idealan je za par pisaca“. | Gre za politično kriminalko, ki temelji na raziskavi zgodovinskih dejstev iz obdobja baroka, a dogajanje je postavljeno v leto 1700, v čas Španske nasledstvene vojne in smrti papeža Inocenca XII. . V teh okoliščinah igro vodi najzanimivejši vohun baroka, opat Atto Melani. »Melanija je pravzaprav našel Francesco. Osemdesetih let (dvajsetega stoletja) je pisal diplomsko delo o vlogi družine Melani v zgodovini glasbe in je zaželel napisati sodoben roman s to tematiko z baročnimi prizvoki. Tedaj se nisva niti poznala; odkrila pa sva skupno strast do baroka«, poudarja avtorica Rita. Atto Melani je operni pevec skopljenec, vohun, diplomat in pisatelj, »on je spoj dveh duš, duše moškega in duše ženske; kot skopljenec je idealen za pisateljski par.“ |

### Drugi liki
Takole so predstavljeni v založbi Goodreads: 
| Mysterium (prikaz) | Mysterium (predstavitev) |
| --- | --- |
| "Zajedno sa svojim skrbnikom, tajnikom viteza Sozzifantija, i drugovima u nesreći – dvojicom pjevača-kastrata, četvoricom uglednih znanstvenika i dvojicom gusara iznimno neuglađena ponašanja – Atto će ovaj put razotkriti prijevaru, koja je naoko zanimljiva samo filolozima, ali zapravo ima dalekosežne posljedice: dovodi u pitanje cjelokupnu povijest čovječanstva." | "Skupaj s svojim skrbnikom, tajnikom viteza Sozzifantija, in tovariši v nesreči – dvojico pevcev-skopljencev, četverico uglednih znanstvenikov in dvojico morskih razbojnikov (gusarjev), ki pa sta se neverjetno nevzgojeno in neolikano obnašala – bo Atto tudi tokrat razkrinkal prevaro, ki je prividno zanimiva samo za mislece, vendar ima pravzaprav daljnosežne posledice: postavlja pod vprašaj celotno zgodovino človeštva." |

## Ocene
Bralci so to knjigo na Amazonu ocenili s povprečjem 3,59 zvezdic od 5-ih. 